# Cloro
El cloro es un elemento químico de número atómico 17 situado en el grupo de los halógenos (grupo VIIA) de la tabla periódica de los elementos. Su símbolo es Cl. En condiciones normales y en estado puro forma dicloro: un gas tóxico amarillo-verdoso formado por moléculas diatómicas (Cl2) unas 2,5 veces más pesado que el aire, de olor desagradable y tóxico. Es un elemento abundante en la naturaleza y se trata de un elemento químico esencial para muchas formas de vida.

## Características principales

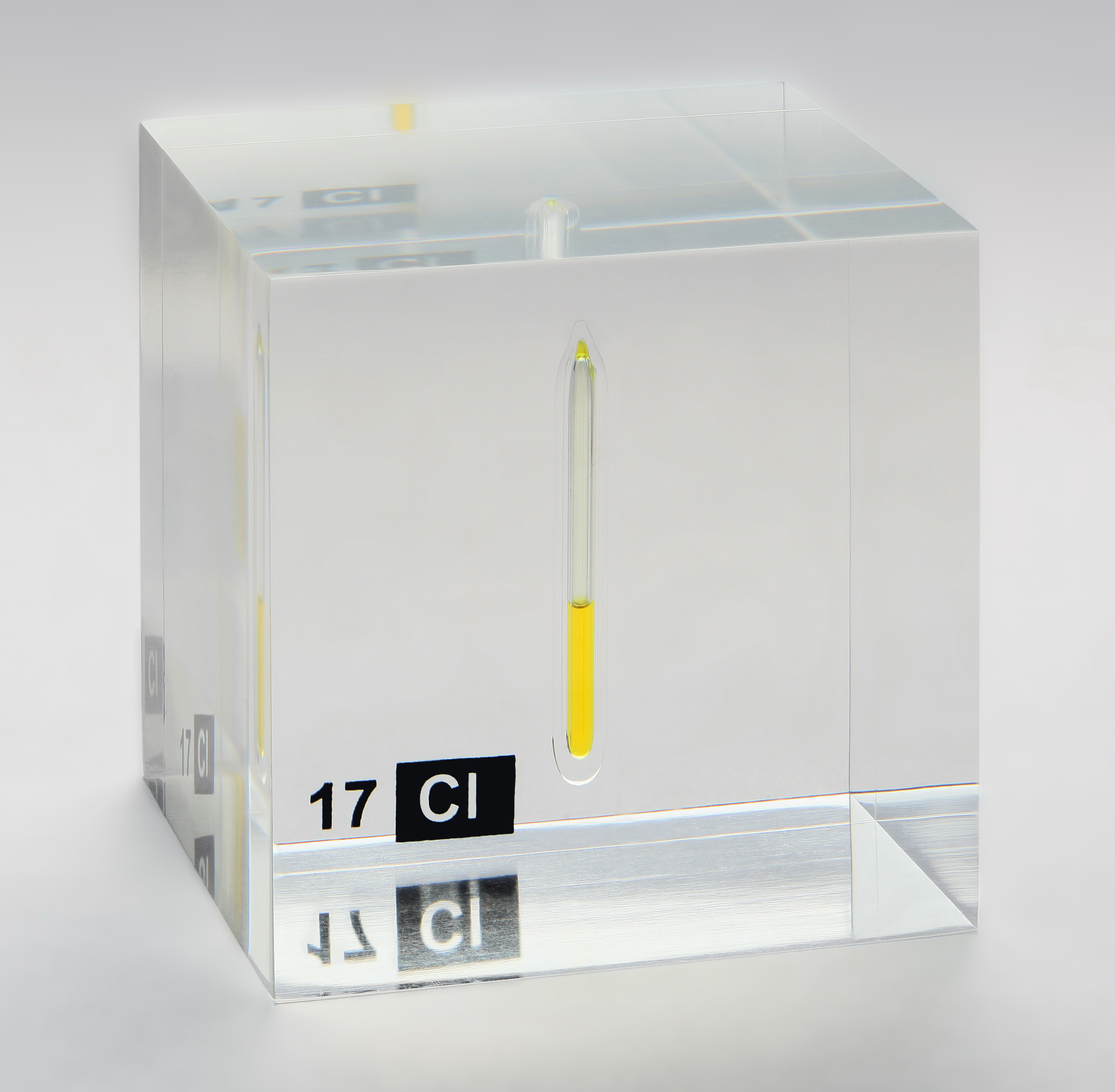
Cloro líquido.

En la naturaleza no se encuentra en estado puro, ya que reacciona con rapidez con muchos elementos y compuestos químicos. Por ello se encuentra en la composición de cloruros (especialmente en forma de cloruro de sodio), cloritos y cloratos, en las minas de sal y disuelto en el agua de mar.

## Historia
El cloro (del griego χλωρός, que significa «verde pálido») fue descubierto en su forma diatómica en 1774 por el sueco Carl Wilhelm Scheele, aunque creía que se trataba de un compuesto que contenía oxígeno. Lo obtuvo a partir de la siguiente reacción:
{\displaystyle {\ce {2NaCl + 2H2SO4 + MnO2 -> Na2SO4 + MnSO4 + 2H2O + Cl2}}}
Además de su carácter asfixiante, descubrió que decoloraba muchos pigmentos vegetales. Poco después, Claude Louis Berthollet llevó este descubrimiento a la práctica, para el blanqueo de tejidos, utilizando una disolución de cloro en agua.  Leonard Alban y Mathieu Vallet introdujeron una mejora muy importante, al disolver el cloro en una solución de potasa en agua, lo que reducía el desprendimiento de vapores tóxicos. Por su parte, Charles Tennant obtuvo el hipoclorito de calcio, haciendo reaccionar el cloro gas con cal sólida. Este material era más eficaz como decolorante, y más fácil de manejar.
En 1810, el químico inglés Humphry Davy demostró que se trataba de un elemento químico, al que dio el nombre de cloro debido a su color. El gas cloro se empleó en la Primera Guerra Mundial, siendo el primer caso de uso de armas químicas como el fosgeno y el gas mostaza.

## Abundancia
El cloro se encuentra en la naturaleza combinado con otros elementos formando principalmente sales iónicas; como es el caso del cloruro sódico y cálcico; también con la mayoría de metales; desde el cloruro de hafnio hasta el cloruro de plata. Podría decirse que el cloro combina de forma natural bastante bien con la mayoría de elementos, excepto con los de su grupo, halógenos y gases nobles, aunque en las últimas décadas de manera sintética forma parte de los mismos en compuestos conocidos como son los fluorocloruros y cloruros de xenón.
Finalmente cabe destacar que la gran mayoría de estos compuestos suelen encontrarse con impurezas formando parte de minerales como la carnalita, KMgCl3·6H2O.

## Obtención
El cloro comercial se obtiene por electrólisis en el proceso de preparación de los álcalis y se expande en forma líquida, no es puro; y por lo tanto, ha de purificarse.
Si se trata el dióxido de manganeso hidratado con ácido clorhídrico concentrado se produce un gas exento en gran parte de impurezas tales como el oxígeno gas (O2(g)) y óxidos de cloro.
{\displaystyle {\ce {4HCl + MnO2 xH2O -> MnCl2 + (x + 2)H2O + Cl2}}}

## Compuestos
- Algunos cloruros metálicos se emplean como catalizadores. Por ejemplo, FeCl2, FeCl3, AlCl3.
- Ácido clorhídrico, HCl. Se emplea en la industria alimentaria, metalurgia, desincrustante, productos de limpieza, abrillantador de pisos, destapador de caños y tuberías. El estómago humano también lo segrega para activar la pepsina que interviene en la digestión.
- Ácido hipocloroso, HClO. Se emplea en la depuración de aguas y alguna de sus sales como agente blanqueante, de un modo particular el hipoclorito de sodio, llamado también lejía, agua de Javel, lavandina o simplemente cloro.
- Ácido cloroso, HClO2. La sal de sodio correspondiente, NaClO2, se emplea para producir dióxido de cloro, ClO2, el cual se usa como desinfectante.
- Ácido clórico (HClO3). El clorato de sodio, NaClO3, también se puede emplear para producir dióxido de cloro, empleado en el blanqueo de papel, así como para obtener clorato.
- Ácido perclórico (HClO4). Es un ácido oxidante y se emplea en la industria de explosivos. El perclorato de sodio, NaClO4, se emplea como oxidante y en la industria textil y papelera.
- Compuestos de cloro como los clorofluorocarburos (CFC) contribuyen a la destrucción de la capa de ozono.
- Algunos compuestos orgánicos de cloro se emplean como pesticidas. Por ejemplo, el hexaclorobenceno (HCB), el para-diclorodifeniltricloroetano (DDT), el toxafeno, etcétera.
- Muchos compuestos organoclorados presentan problemas ambientales debido a su toxicidad, por ejemplo el pentacloroetano, los pesticidas anteriores, los bifenilos policlorados (PCB), o las dioxinas.

## Isótopos
En la naturaleza se encuentran dos isótopos estables de cloro. Uno de masa 35 uma, y el otro de 37 uma, con unas proporciones relativas de 3:1 respectivamente, lo que da un peso atómico para el cloro de 35,5 uma.
El cloro tiene 9 isótopos con masas desde 32 uma hasta 40 uma. Solo tres de estos se encuentran en la naturaleza: el 35Cl, estable y con una abundancia del 75,77 %, el 37Cl, también estable y con una abundancia del 24,23 %, y el isótopo radiactivo 36Cl. La relación de 36Cl con el Cl estable en el ambiente es de aproximadamente 700 × 10−15:1.
El 36Cl se produce en la atmósfera a partir del 36Ar por interacciones con protones de rayos cósmicos. En el subsuelo se genera 36Cl principalmente mediante procesos de captura de neutrones del 35Cl, o por captura de muones del 40Ca. El 36Cl decae a 36S y a 36Ar, con un periodo de semidesintegración combinado de 200 090 años.
El período de desintegración de este isótopo hidrofílico y no reactivo lo hace útil para la datación geológica en el rango de 60 000 a un millón de años. Además, se produjeron grandes cantidades de 36Cl por la irradiación de agua de mar durante las detonaciones atmosféricas de armas nucleares entre 1952 y 1958. El tiempo de residencia del 36Cl en la atmósfera es de aproximadamente una semana. Así pues, es un marcador para las aguas superficiales y subterráneas de los años 1950, y también es útil para la datación de aguas que tengan menos de 50 años. El 36Cl se ha empleado en otras áreas de las ciencias geológicas, incluyendo la datación de hielo y sedimentos.
Tres isótopos de cloro (35, 36 y 37) tienen espines nucleares, lo que les permite ser estudiados por RMN.
| Núclido | Abundancia | Masa    | Espín | Periodo de semidesintegración | Producto de desintegración |
| 32Cl    | -          | 31,9857 | 1     | 642 ms                        | ε                          |
| 33Cl    | -          | 32,9775 | 3/2   | 2,51 s                        | ε                          |
| 34Cl    | -          | 33,9738 | 0     | 1,53 s                        | ε                          |
| 35Cl    | 75,77      | 34,9689 | 3/2   | -                             | -                          |
| 36Cl    | -          | 35,9683 | 2     | 301000 a                      | β-                         |
| 37Cl    | 24,23      | 36,9659 | 3/2   | -                             | -                          |
| 38Cl    | -          | 37,9680 | 2     | 37,2 min                      | β-                         |
| 39Cl    | -          | 38,9680 | 3/2   | 55,6 min                      | β-                         |
| 40Cl    | -          | 39,9704 | 2     | 1,38 min                      | β-                         |
| 41Cl    | -          | 40,9707 | n.m.  | 34 s                          | β-                         |
| 42Cl    | -          | 41,9732 | n.m.  | 6,8 s                         | β-                         |
| 43Cl    | -          | 42,9742 | n.m.  | 3,3 s                         | β-                         |

## Aplicaciones y usos

### Producción de insumos industriales y para consumo
Las principales aplicaciones de cloro son en la producción de un amplio rango de productos industriales y para consumo. Por ejemplo, se usa en la elaboración de plásticos, solventes para lavado en seco, desgrasado de metales, producción de agroquímicos, fármacos, insecticidas, colorantes y tintes, etc.

### Purificación y desinfección

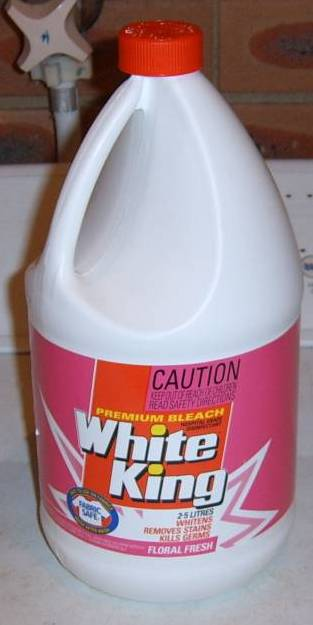
Botella de lejía.

El cloro es un químico importante para la purificación del agua (como en plantas de tratamiento de agua), en desinfectantes, y en la lejía. El cloro en agua es más de tres veces más efectivo como agente desinfectante contra Escherichia coli que una concentración equivalente de bromo, y más de seis veces más efectiva que una concentración equivalente de yodo.
El cloro como antiséptico fue introducido en 1835 por Holmes (en Boston) y en 1847 por Semmelweis (en Viena). El cloro se emplea como desinfectante en mobiliarios, equipos, instrumental y áreas hospitalarias. El cloro suele ser usado en la forma de ácido hipocloroso para eliminar bacterias, hongos, parásitos y virus en los suministros de agua potable y piscinas públicas. En la mayoría de piscinas privadas, el cloro en sí no se usa, sino hipoclorito de sodio, formado a partir de cloro e hidróxido de sodio, o tabletas sólidas de isocianuratos clorados. Incluso los pequeños suministros de agua son clorados rutinariamente ahora. (Véase también cloración)
Suele ser impráctico almacenar y usar el venenoso gas cloro para el tratamiento de agua, así que se usan métodos alternativos para agregar cloro. Estos incluyen soluciones de hipoclorito, que liberan gradualmente cloro al agua, y compuestos como la dicloro-S-triazinatriona de sodio (dihidrato o anhidro), algunas veces referido como "diclor", y la tricloro-S-triazinatriona, algunas veces referida como "triclor". Estos compuestos son estables en estado sólido, y pueden ser usados en forma de polvo, granular, o tableta. Cuando se agrega en pequeñas cantidades a agua de piscina o sistemas de agua industrial, los átomos de cloro son hidrolizados del resto de la molécula, formando ácido hipocloroso (HClO), que actúa como un biocida general, matando gérmenes, microorganismos, algas, entre otros de ahí su importancia en el empleo en endodoncia como agente irrigante de los conductos radiculares abordándose como solución en forma de hipoclorito de sodio en distintas concentraciones sea 0,5 % o 0,2 % las más frecuentes empleadas. El cloro también es usado como detergente para bacterias como el Bacillus repridentius o como el Martelianus marticus.

### Química
El cloro elemental es un oxidante. Interviene en reacciones de sustitución, donde desplaza a los halógenos menores de sus sales. Por ejemplo, el gas de cloro burbujeado a través de una solución de aniones bromuro o yoduro los oxida a bromo y yodo, respectivamente.
Como los otros halógenos, el cloro participa en la reacción de sustitución radicalaria con compuestos orgánicos que contienen hidrógeno. Esta reacción es frecuentemente —pero no invariablemente— no regioselectiva, y puede resultar en una mezcla de productos isoméricos. Frecuentemente, también es difícil el control del grado de sustitución, así que las sustituciones múltiples son comunes. Si los diferentes productos de la reacción se pueden separar fácilmente, por ejemplo, por destilación, la cloración radicalaria sustitutiva (en algunos casos acompañada de una declorinación térmica concurrente) puede ser una ruta sintética útil. Algunos ejemplos industriales de esto son la producción de cloruro de metilo, cloruro de metileno, cloroformo y tetracloruro de carbono a partir de metano, cloruro de alilo a partir de propileno, y tricloroetileno y tetracloroetileno a partir de 1,2-dicloroetano.
Como con los otros haluros, el cloro participa de reacciones de adición electrofílicas, más notablemente, la cloración de alquenos y compuestos aromáticos, con un catalizador ácido de Lewis. Los compuestos orgánicos de cloro tienden a ser menos reactivos en la reacción de sustitución nucleofílica que los correspondientes derivados de bromo o yodo, pero tienden a ser más baratos. Pueden ser activados por sustitución con un grupo tosilato, o por el uso de una cantidad catalítica de yoduro de sodio.
El cloro es usado extensivamente en química orgánica y química inorgánica como un agente oxidante, y en reacciones de sustitución, porque frecuentemente el cloro imparte propiedades deseadas a un compuesto orgánico, debido a su electronegatividad.
Los compuestos de cloro son usados como intermediarios en la producción de un gran número de productos industriales importantes que no contienen cloro. Algunos ejemplos son: policarbonatos, poliuretanos, siliconas, politetrafluoroetileno, carboximetilcelulosa y óxido de propileno.

### Geología
El ácido clorhídrico reacciona con  los carbonatos, esto permite que sea una sustancia de altísima utilidad en la identificación de minerales con presencia de carbonatos, como lo es la Calcita. Algunas rocas comunes que contienen carbonatos son las calizas, las margas y el mármol.

### Arma química

#### Primera Guerra Mundial
El gas cloro, también conocido como bertholita, fue usado como un arma en la Primera Guerra Mundial por Alemania el 22 de abril de 1915, en la segunda batalla de Ypres. Como lo describieron los soldados, tenía un olor distintivo de una mezcla entre pimienta y piña. También tenía gusto metálico y pungía el fondo de la garganta y el pecho. El cloro puede reaccionar con el agua en la mucosa de los pulmones para formar ácido clorhídrico, un irritante que puede ser letal. El daño hecho por el gas de cloro puede ser evitado por una máscara antigás, u otros métodos de filtración, que hacen que la posibilidad total de morir por gas cloro sea mucho menor que por otras armas químicas. Fue diseñado por Fritz Haber, un científico alemán de la Sociedad Kaiser Wilhelm en Berlín, posteriormente laureado con un Premio Nobel, en colaboración con el conglomerado químico alemán IG Farben, quienes desarrollaron métodos para descargar el gas cloro contra una trinchera enemiga. Se alega que el rol de Haber en el uso del cloro como un arma mortal condujo a su esposa, Clara Immerwahr, al suicidio.[cita requerida] Después de su primer uso, el cloro fue utilizado por ambos bandos como un arma química, pero pronto fue reemplazado por los gases más mortales fosgeno y gas mostaza.

#### Guerra de Irak
El gas de cloro también ha sido usado por insurgentes contra la población local y las fuerzas de coalición en la guerra de Irak, en la forma de bombas de cloro. El 17 de marzo de 2007, por ejemplo, tres tanques cargados con cloro fueron detonados en la provincia de Anbar, matando a dos personas, y enfermando a más de 350. Otros ataques con bombas de cloro resultaron en mayores recuentos de muertos, con más de 30 muertes en dos ocasiones separadas. La mayoría de las muertes fueron causadas por la fuerza de las explosiones, en vez de por los efectos del cloro, dado que el gas tóxico es dispersado rápidamente en la atmósfera por la explosión. Las autoridades iraquíes han incrementado la seguridad para el manejo del cloro, que es esencial para proveer agua potable segura para la población.

### Otros usos
El cloro es usado en la manufactura de numerosos compuestos orgánicos clorados, siendo los más significativos en términos de volumen de producción el 1,2-dicloroetano y el cloruro de vinilo, intermediarios en la producción del PVC. Otros organoclorados particularmente importantes son el cloruro de metilo, cloruro de metileno, cloroformo, cloruro de vinilideno, tricloroetileno, tetracloroetileno, cloruro de alilo, epiclorhidrina, clorobenceno, diclorobencenos y triclorobencenos.
El cloro también es usado en la producción de cloratos y en la extracción de bromo.
Al mezclar cloro con azúcar (sacarosa) se forma un compuesto llamado sucralosa que se emplea como edulcorante acalórico y que a diferencia del azúcar común no posee calorías ni causa caries dental.  En el proceso libera hidrógeno molecular, el cual es un gas inflamable y explosivo y se emplea como combustible.

## Toxicidad respiratoria
La inhalación de cloro produce una importante toxicidad química directa de las vías respiratorias:
- Exposición continuada a bajos niveles de cloro: Provoca irritación e inflamación de las vías respiratorias y aumenta considerablemente el riesgo de desarrollar asma, bronquitis crónica y ataques aislados de sibilancias. En los adolescentes con atopia, aumenta además el  riesgo de desarrollar rinitis alérgica.[13][16]

- Intoxicación por inhalación de niveles elevados de cloro: Puede provocar lesión pulmonar aguda, síndrome de dificultad respiratoria aguda y, hasta en un 1 % de los casos, la muerte. Los síntomas y signos de obstrucción de las vías respiratorias derivados  de la intoxicación incluyen tos, opresión en el pecho, disnea, sibilancias, estertores, inflamación pulmonar (con o sin infección asociada), edema pulmonar o hipoxemia.[13][19]

Las formas de cloro involucradas en la toxicidad respiratoria no se limitan al cloro gaseoso sino también a los compuestos que se forman por su combinación con otras sustancias, tales como el ácido hipocloroso, el dióxido de cloro y la cloramina. De hecho, debido a que el cloro gaseoso es moderadamente soluble en agua, cuando entra en contacto con las mucosas de las vías respiratorias puede formar ácido hipocloroso, ácido clorhídrico y diversos oxidantes altamente reactivos, a medida que se va disolviendo en el líquido de la superficie de las vías respiratorias. Esto provoca lesiones que no se limitan a las vías respiratorias inferiores, sino que también puede afectar a los ojos, la piel y las vías respiratorias superiores. La vía aérea se ve especialmente afectada desde la nariz hasta el nivel de los bronquios. El daño oxidativo de las vías respiratorias puede no aparecer de manera inmediata, sino que puede desarrollarse de manera retardada, durante cualquier etapa de la enfermedad (días e incluso semanas después de la exposición al cloro).
El funcionamiento normal de las vías respiratorias puede no volver a restablecerse con normalidad después sufrir lesiones por la inhalación de cloro, dejando secuelas permanentes tales como asma, hiperreactividad inespecífica de las vías respiratorias, síndrome de disfunción reactiva de las vías aéreas, fibrosis pulmonar e hiperplasia mucosa. Una única exposición a niveles elevados es suficiente para provocar secuelas permanentes.

### Exposición en piscinas
Además de las actividades profesionales relacionadas con la industria y la manipulación del cloro, una actividad destacada en la que se produce exposición a esta sustancia es la natación. Tanto los nadadores como las personas que trabajan en las piscinas (entrenadores, monitores, salvamentos...) están expuestos a una importante toxicidad química directa de las vías respiratorias por la inhalación del cloro ambiental. Esta toxicidad (y sus efectos sobre la salud) se produce por las dos vías descritas en la anterior sección: exposición a bajos niveles de cloro de manera continuada y picos de niveles elevados ocasionales involuntarios (exposiciones agudas). Las exposiciones a los niveles más altos se deben a fallos puntuales en los sistemas de cloración automática y negligencia de los operarios de mantenimiento, por falta de conocimiento o ausencia de cultura de seguridad. Otras causas que motivan desprendimiento de cloro al aire con acumulación de niveles excesivos, aunque el nivel de cloro en el agua esté dentro de la normativa, incluyen insuficiente ventilación, actividades con gran agitación del agua (como entrenamientos intensos, niños jugando) y presencia de un elevado número de usuarios.
Los accidentes por inhalación de productos químicos en piscinas no son hechos inusuales. Algunos ejemplos se detallan a continuación.
En España, en 1992, una niña de diez años murió asfixiada por inhalación de cloro en una piscina climatizada cubierta. Otros once niños resultaron intoxicados en el mismo incidente y sufrieron lesiones pulmonares, dos de ellos muy graves. Los hechos se produjeron como consecuencia de una negligencia en la manipulación de los sistemas de depuración del agua.
Entre los años 2008 a 2012 se documentaron 41 accidentes en piscinas por sustancias químicas, con un total de 428 víctimas, una de ellas mortal (un operario) y al menos 1750 personas evacuadas. El número de víctimas en un único incidente osciló desde una sola persona afectada hasta más de 80 intoxicados (Asturias, 2010). La mayoría de los accidentes se produjo en piscinas municipales.